# Bitbucket
Bitbucket è un servizio di hosting web-based per progetti che usano i sistemi di controllo versione Mercurial (sin dal lancio) o Git (dall'ottobre 2011). Bitbucket offre sia piani commerciali che account gratuiti. Esso offre account gratuiti ed un numero illimitato di repository privati dal settembre 2010. Bitbucket è scritto in Python usando il Framework per applicazioni web Django
È simile a GitHub, il quale usa principalmente Git. In un blog post nel 2008, Bruce Eckel comparò favorevolmente Bitbucket con Launchpad, il quale utilizza Bazaar.

## Piani tariffari
Bitbucket offre molteplici piani a pagamento che permettono ai proprietari di aggiungere più utenti ai propri repository. Gli utenti sprovvisti di un abbonamento possono infatti invitare fino a 5 utenti, arrivando ad 8 se si invitano 3 utenti a registrarsi sul sito attraverso apposito link referral. 
Bitbucket ospita anche repository pubbliche gratuite e wiki pubbliche.

## Storia
Bitbucket era precedentemente una startup indipendente, fondata da Jesper Nøhr. Il 29 settembre 2010, Bitbucket fu acquisita da Atlassian. Inizialmente Bitbucket offriva supporto di hosting solo per progetti Mercurial. Il 3 ottobre 2011 Bitbucket annunciò ufficialmente il supporto per hosting Git.
Nel settembre 2015 Atlassian rinominò il loro prodotto Stash in Bitbucket Server.

## Logo
Il simbolo originale sull'etichetta del secchio è il simbolo alchemico e planetario di Mercurio, e si riferisce all'hosting di Bitbucket di repository Mercurial. Il contenuto del secchio blu è metallo mercurio.
Quando Bitbucket annunciò il supporto di Git, l'icona dell'etichetta cambiò nel logo principale di Atlassian.